# Thaumasus gigas
Thaumasus gigas là một loài bọ cánh cứng trong họ Cerambycidae.